# Nagy-Kajmán
Nagy-Kajmán (Grand Cayman) sziget a Karib-térségben, a Kajmán-szigetek legnagyobb és legnyugatibb tagja, a brit tengerentúli terület gazdasági, turisztikai és kulturális központja. Itt található a főváros, George Town, népessége nagyjából 67 ezer fő. A szigetcsoport másik két tagjától, Kis-Kajmántól kb. 121 kilométerre, míg Cayman Bractól 145 km-re, délnyugatra található.

## Földrajz
Nagy-Kajmán teszi ki a szigetek szárazföldi területének 76%-át. Nagyjából 35 km hosszú, legnagyobb szélessége 13 km. Legmagasabb pontja 18 méter.

## Közigazgatás
A Kajmán-szigetek közigazgatásilag hat kerületre osztható. Kis-Kajmán és Cayman Brac szigetek egy kerületet alkotnak, így hatból öt kerület Nagy-Kajmánon található. Ezek a következők:
- Bodden Town: A legrégebbi kerület, a sziget középső részét foglalja magába.
- East End: A sziget keleti oldalán található, és főként az azonos nevű településből, számos természeti látnivalóból, étteremből és szálláshelyből áll.
- George Town: A fővárost foglalja magába.
- North Side: Kalibo és Rum Point települések találhatók itt.
- West Bay: Ebben a kerületben található a világhírű Hétmérföldes strand (Seven Mile Beach), a turisták elsődleges célpontja, valamint számos múzeum és vendéglátóipari egység.

## Élővilága
Nagy-Kajmán növényvilágát jól reprezentálja a North Side kerületben található II. Erzsébet botanikus kert. Nagy számban képviseltetik magukat az orchideafélék, illetve található itt mahagóni, avokádó, mangó, mézbogyó, naspolya, kenyérfa, és tamarindusz. Gyakoriak a masztixfélék, a kókuszpálma, a kazuárfafélék, a mangrove- és tűzvirágfa. 
Az állatvilág igen gazdag. A leggyakoribb állat, hüllő a kék leguán. A madarak közül a kubai amazon a legnagyobb példányszámú. A szigeteken megszámlálhatatlan közönséges levesteknős él, ezek megtekintése népszerű turista attrakció. Az emlősöket a közép-amerikai aguti képviseli nagy számban. Nagy-Kajmán szigetén négy endemikus és két inváziós kígyófaj él. Ezek az emberre nézve viszonylag ártalmatlanok, a legnagyobb a ritkán látható kukoricakígyó, amely körülbelül 1,5 méteresre nőhet. A leggyakoribb a kajmán-szigeteki versenykígyó, amely átlagos hossza 91 centiméter, mérge enyhe, melyet szinte csak vadászathoz használ. Emberre gyakorlatilag hatástalan.

## Népesség
A szigetek lakosságának kb. 90%-a Nagy-Kajmánon él, ez nagyjából 67 433 fő (2018), ebből 27 ezren élnek a fővárosban. Mivel a szigeteken sosem éltek bennszülöttek, a mai lakosság teljes egészében az egykori gyarmatosítók és az Afrikából behurcolt fekete rabszolgák leszármazottjai, vagy utólag érkezett bevándorlók. A lakosság nagyobbik része fekete-fehér hibrid, úgynevezett mulatt. A legelső telepesek nagyrészt Skóciából érkeztek a szigetekre, a később idetelepült fehér lakosság nagy része Angliából, Kanadából és az Egyesült Államokból, a fekete lakosság pedig jórészt Jamaicából települt át.
A legnagyobb vallás a kereszténység, azon belül is az anglikán közösség a legjelentősebb.

## Gazdaság
A Kajmán-szigeteken valamivel kevesebb mint 600 bank és vagyonkezelő társaság működik, a világ 50 legnagyobb bankja közül 43 képviselteti itt magát. Mivel a szigeten ilyen nagy a pénzügyi jelenlét, a banki tevékenység, a befektetések és a biztosítások adják a szigetek gazdaságának alapját.

## Közlekedés
A nemzetközi légi forgalmat az Owen Roberts nemzetközi repülőtér biztosítja. Itt van a szigetek nemzeti légitársasága, a Cayman Airways székhelye. A sziget elektromos szolgáltatásait a Caribbean Utilities Company Ltd. biztosítja. A szigeteken nincs vasút, a települések között helyközi autóbuszok, valamint iránytaxik járnak. A szigetek közötti közlekedés hajókkal történik, illetve a Cayman Airways üzemeltet repülőjáratokat közöttük, Saab 340 és DHC–6 Twin Otter típusú repülőgépekkel.

## Fordítás
Ez a szócikk részben vagy egészben  a   Grand Cayman című angol Wikipédia-szócikk ezen változatának fordításán alapul.  Az eredeti cikk szerkesztőit annak laptörténete sorolja fel. Ez a jelzés csupán a megfogalmazás eredetét és a szerzői jogokat jelzi, nem szolgál a cikkben szereplő információk forrásmegjelöléseként.